# Takao Tozan Dentetsu
| in der Talstation Kiyotaki |                   |  |  |  |                   |                   |
| Streckenlänge: | 1,0 km            |  |  |  |                   |                   |
| Spurweite: | 1067 mm (Kapspur) |  |  |  |                   |                   |
| Maximale Neigung: | 608 ‰             |  |  |  |                   |                   |
| |                   |  |  |  |                   |                   |
| Höhenunterschied: | 271 m             |  |  |  |                   |                   |
| \| Keiō Takao-Linie \| Keiō Takao-Linie \| \| \| \| Takaosanguchi \| Takaosanguchi \| \| Sanroku (山麓) \| Sanroku (山麓) \| \| \| \| Kiyotaki (清滝) \| Kiyotaki (清滝) \| \| \| \| \| \| \| \| \| \| \| \| \| \| \| Ausweiche \| \| \| \| \| \| \| \| \| \| \| Sanjō (山上) \| Sanjō (山上) \| \| \| \| Takaosan (高尾山) \| Takaosan (高尾山) \| |                   |  |  |  |                   |                   |
| Keiō Takao-Linie | Keiō Takao-Linie  |  |  |  | Takaosanguchi     | Takaosanguchi     |
| Sanroku (山麓) | Sanroku (山麓)    |  |  |  | Kiyotaki (清滝)   | Kiyotaki (清滝)   |
| |                   |  |  |  |                   |                   |
| |                   |  |  |  | Ausweiche         |                   |
| |                   |  |  |  |                   |                   |
| Sanjō (山上) | Sanjō (山上)      |  |  |  | Takaosan (高尾山) | Takaosan (高尾山) |

Die Takao Tozan Dentetsu (jap. 高尾登山電鉄株式会社, Takao Tozan Dentetsu Kabushiki-gaisha) ist ein japanisches Verkehrsunternehmen mit Sitz in Hachiōji. Es gehört zur Keio Group und betreibt eine Standseilbahn sowie eine Sesselbahn auf den touristisch bedeutenden Berg Takao im Westen der Präfektur Tokio. Hinzu kommen mehrere daran angeschlossene Touristenattraktionen und Gastronomiebetriebe.

## Standseilbahn
Die Standseilbahn, allgemein als Takao Tozan Kēburu (高尾登山ケーブル, engl. Takao Tozan Cable) bekannt, ist mit einer maximalen Neigung von 608 ‰ die steilste in ganz Japan. Sie ist genau 1000 Meter lang und besitzt ein Gleis mit einer Spurweite von 1067 mm (Kapspur). Die Talstation Kiyotaki (清滝) () befindet sich wenige Gehminuten vom Bahnhof Takaosanguchi entfernt auf einer Höhe von 201 m T.P., die Bergstation Takaosan (高尾山) () auf 472 m T.P., was einen Höhenunterschied von 271 m ergibt. Die beiden von Hitachi gefertigten Wagen sind 10,7 Tonnen schwer und bieten je 135 Personen Platz. Sie erreichen eine Geschwindigkeit von 3,3 m/s und kreuzen sich in Streckenmitte in einer Ausweiche.
Üblicherweise verkehrt die Standseilbahn ab 8:00 Uhr alle 15 Minuten, eine Fahrt dauert sechs Minuten. Der Betriebsschluss ist abhängig vom Tag, der Jahreszeit und vom Besucherandrang; er variiert zwischen 17:15 Uhr und 18:30 Uhr. Bei Veranstaltungen im Biergarten neben der Bergstation verkehrt die Bahn bis 21:15 Uhr.

## Sesselbahn
Etwas nördlich der Standseilbahn verläuft die 872 m lange Sesselbahn Echo Lift (エコーリフト, Ekōrifuto). Die Talstation Sanroku (山麓) () liegt auf 224 m T.P., die Bergstation Sanjō (山上) () auf 462 m T.P., was einen Höhenunterschied von 238 m ergibt. Das Förderseil wird von 31 Stützen getragen, es gibt 168 Sessel mit je zwei Sitzen. Eine Fahrt dauert zwölf Minuten. Betriebsbeginn ist in der Regel um 9:00 Uhr, an Werktagen fährt die Bahn bis 16:00 Uhr (Dezember bis April) oder 16:30 Uhr (Mai bis November). An Wochenenden ist der Betriebsschluss je nach Andrang variabel.

## Geschichte

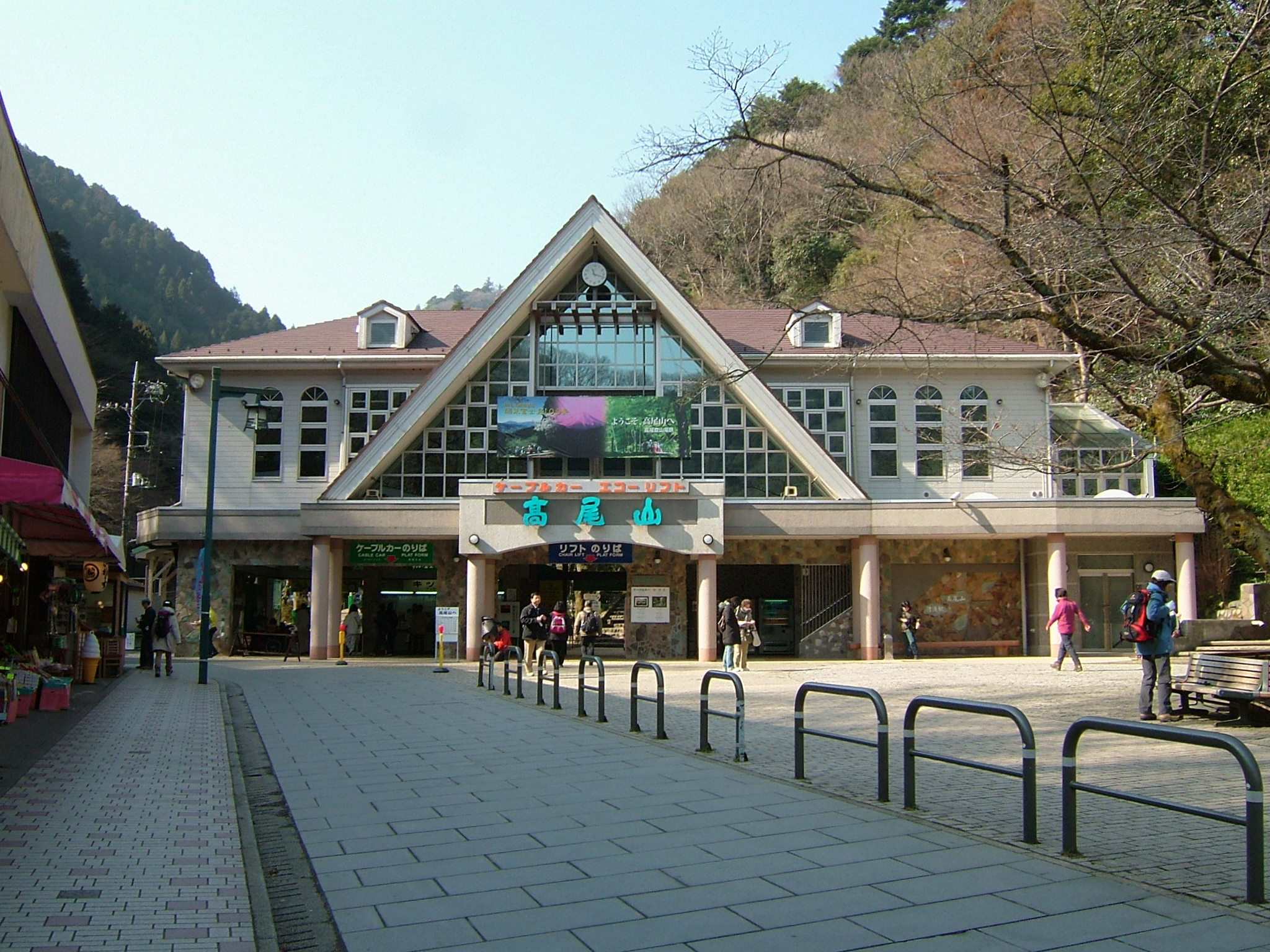
Talstation Kiyotaki

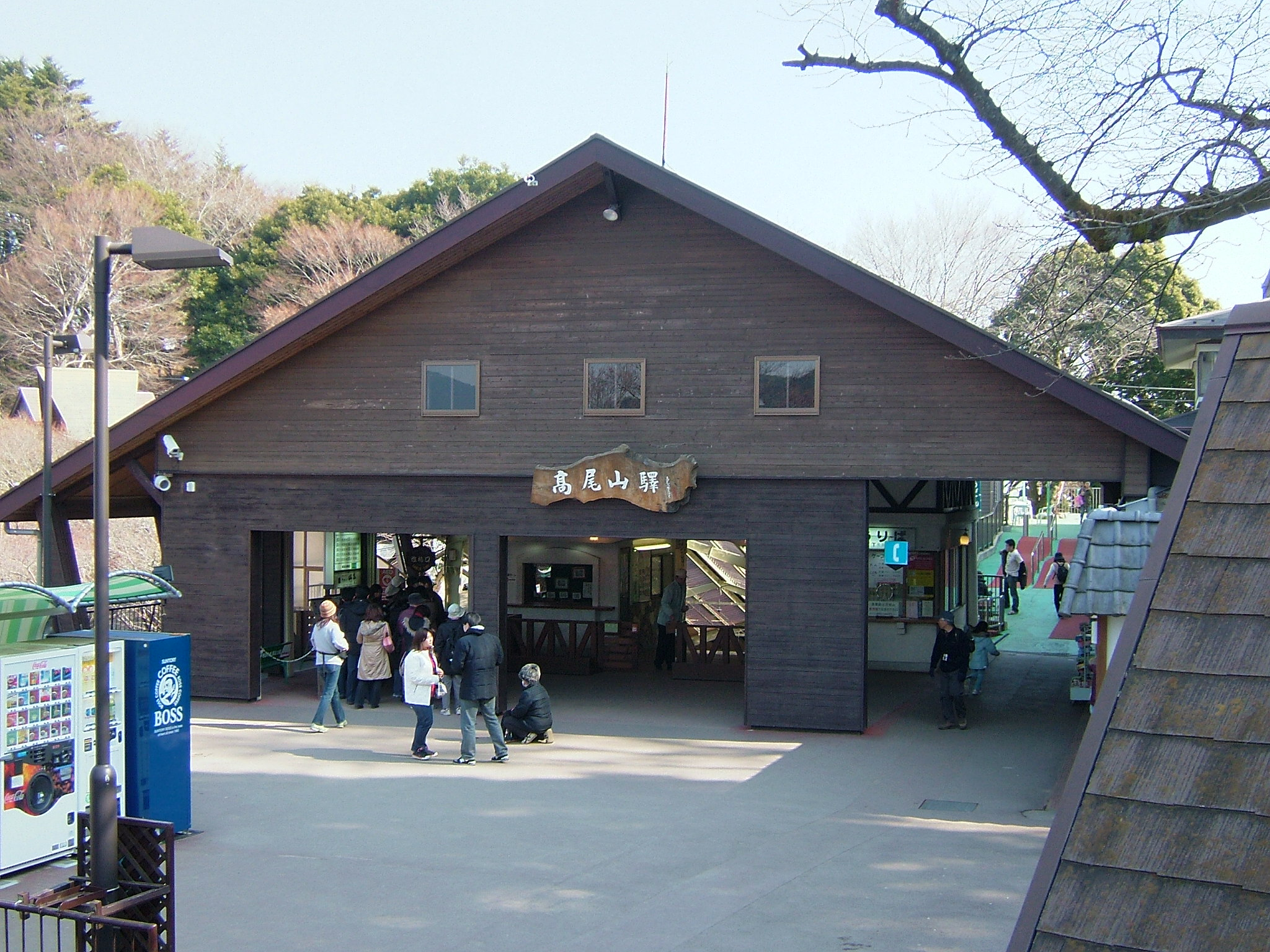
Bergstation Takaosan

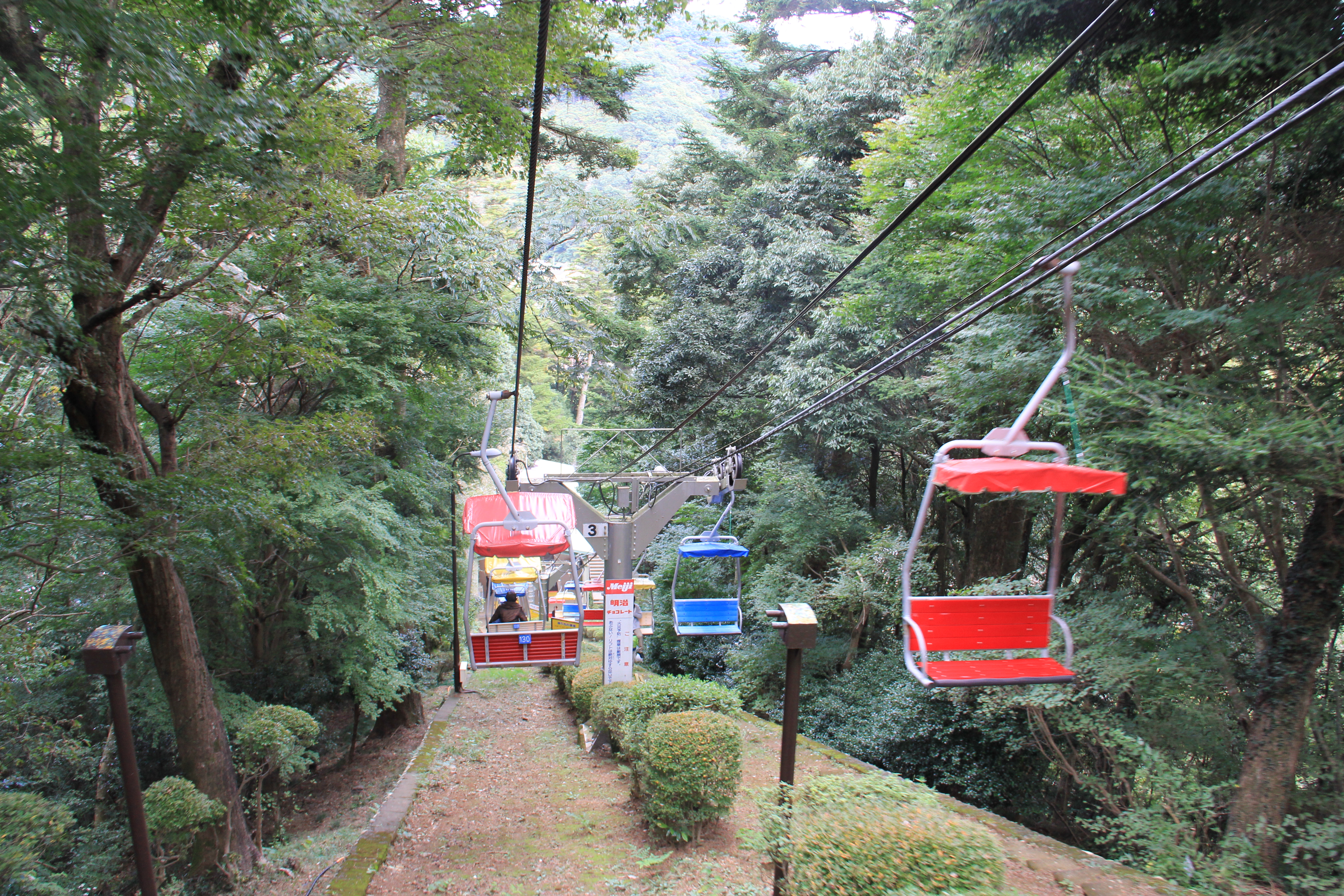
Echo Lift

Die Initiative zum Bau der Standseilbahn geht auf Anhänger des Takaosan’yakuōin auf dem Berg Takao zurück, einem der wichtigsten buddhistischen Tempel der Shingon-Schule. Sie erhielten am 11. August 1921 eine Konzession zugesprochen und gründeten am 29. September desselben Jahres das Unternehmen Takao Sakudō (高尾索道). Der Baubeginn verzögerte sich wegen langwieriger Genehmigungsverfahren um Jahre. Das 1925 in Takao Tozan Tetsudō (高尾登山鉄道) umbenannte Unternehmen konnte die Standseilbahn schließlich am 21. Januar 1927 in Betrieb nehmen. Von 1930 bis 1938 verkehrte die Straßenbahn der Musashi Chūō Denki Tetsudō bis in die Nähe der Talstation. Zur Unterstützung der Rationierungsmaßnahmen während des Pazifikkriegs erklärte die Regierung die Anlage als „nicht dringlich“. Sie wurde am 11. Februar 1944 stillgelegt, worauf man die Schienen entfernte, um sie andernorts einzusetzen.
Das Unternehmen benannte sich am 28. Juni 1948 in Takao Kankō (高尾観光) um und nahm den Betrieb am 16. Oktober 1949 wieder auf. Am 28. Mai 1952 erfolgte die Umbenennung in Takao Tozan Dentetsu. Während des Wirtschaftsbooms der 1960er Jahre nahm der Freizeit- und Ausflugsverkehr derart stark zu, dass die Standseilbahn ihn nicht mehr bewältigen konnte. Aus diesem Grund entstand eine parallel dazu verlaufende Sesselbahn, die am 10. Oktober 1964 in Betrieb ging. Sie war anfänglich eine Einsitzer-Anlage, bis man sie im September 1971 zu einer Zweisitzer-Anlage ausbaute. 1968 führte man auf der Standseilbahn den automatischen Betrieb ein. Die Bahngesellschaft Keiō Dentetsu, zuvor eine Minderheitsaktionärin, übernahm das Unternehmen im März 2017 und gliedert es in die Keio Group ein.